# Niederwald-Seilbahn Assmannshausen
| Niederwald-Seilbahn Assmannshausen                   | Niederwald-Seilbahn Assmannshausen                |
| ---------------------------------------------------- | ------------------------------------------------- |
| Blick aus der Niederwald-Seilbahn auf Assmannshausen |                                                   |
| Standort:                                            | Assmannshausen, DE-HE                             |
| Bauart:                                              | Einseil-Doppelsesselumlaufbahn 2-CLF              |
| Baujahr:                                             | 1953                                              |
| Berg:                                                | Niederwald                                        |
| Talstation:                                          | Assmannshausen, 100 m (Lage)                      |
| Höhendifferenz:                                      | 225 m                                             |
| Bergstation:                                         | Jagdschloss Niederwald, 325 m (Lage)              |
| Streckenlänge:                                       | 900 m                                             |
| Fahrdauer:                                           | 15 min                                            |
| Anzahl der Stützen:                                  | 10 Stk.                                           |
| Kapazität:                                           | 2 Pers./Sessel, 540 Pers./Stunde                  |
| Hersteller:                                          | Herbert Weigmann, Oberstdorf                      |
| Betreiber:                                           | Niederwald Seilbahn GmbH                          |
| Website:                                             | www.seilbahn-assmannshausen.de                    |
| Sessel:                                              | Doppelsessel (SB-2)                               |
| Förder-/ Tragseil:                                   | Durchmesser 25 mm                                 |
| Fahrtgeschwindigkeit:                                | 1,0 m/s                                           |
| Fahrtrichtung:                                       | entgegen dem Uhrzeigersinn                        |
| Stationen:                                           | Antrieb in Bergstation Spanngewicht in Talstation |
| Konstrukteur und Bauleiter:                          | Ernst Wilfer                                      |
| Montagezeit:                                         | 10 Wochen                                         |

Die Niederwald-Seilbahn ist eine Luftseilbahn zwischen Assmannshausen, einem Stadtteil von Rüdesheim am Rhein, und dem Jagdschloss Niederwald auf dem Niederwald-Berg. Die fixgeklemmte Doppelsesselbahn wurde 1953 errichtet und trat an die Stelle einer Zahnradbahn, deren Betrieb 1917 eingestellt worden war.

## Attraktion Niederwald
Der Niederwald bei Rüdesheim ist ein Waldgebiet hoch über dem Rhein zwischen Rüdesheim und Assmannshausen. Ursprünglich Wirtschaftswald der ehemaligen Burg Ehrenfels, nutzten ihn die späteren Besitzer als Jagdgebiet. Die Grafen von Ostein wandelten den Besitz in einen Landschaftspark um, erbauten 1764 das Jagdschloss und mit dem Tempel, der Eremitage, der Rossel, dem Rittersaal und der Zauberhöhle romantische Aussichtspunkte auf den Rhein und das Binger Loch.

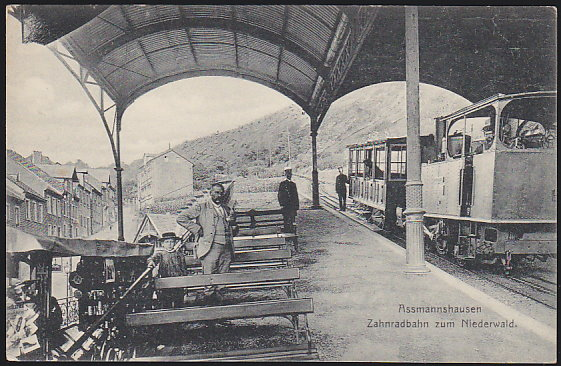
Zahnradbahn im Talbahnhof

## Zahnradbahn(en)
Zu Erinnerung an den Feldzug gegen Frankreich und die Deutsche Reichsgründung 1871 plante man ab 1872 den Bau des Niederwald-Denkmals und weihte es 1883 ein.
Zwei Zahnradbahnen transportierten ab 1884 von Rüdesheim und ab 1885 von Assmannshausen Touristen auf den Niederwald. Sie wurden aber mangels Wirtschaftlichkeit zwischen den beiden Weltkriegen eingestellt.

## Sesselbahn
1953 wurde von der Oberstdorfer Firma Weigmann innerhalb von zehn Wochen eine fixgeklemmte Doppelsesselbahn errichtet. Zuvor war bereits 1952 mit der Seilbahn Burg an der Wupper vom gleichen Unternehmen eine ähnliche Seilbahn gebaut worden. Die Seilbahn zeichnet sich wie ihre Schwesteranlage an der Wupper bis heute durch ihre robuste, unverwüstliche Technik aus.